# Hugo Silveira
Hugo Gabriel Silveira Pereira (Montevidéu, 23 de maio de 1993), conhecido como Hugo Silveira, é um jogador de futebol uruguaio que joga como atacante pelo Patronato.

## Trajetória

### Club Atlético Cerro
Estreou como profissional no dia primeiro de dezembro de 2012 contra o Bella Vista, entrou em campo aos 85 minutos e ganharam de 2 a 0. Em sua primeira temporada como profissional, jogou 6 partidas, começando como titular nas últimas três.
Converteu seu primeiro gol em 18 de agosto de 2013 no Estádio Luis Trócolli, enfrentando o Wanderers e ganhando de 3 a 1.
Em suas 3 temporadas seguintes, se consolidou no ataque do Cerro, clube que se destacou no Torneo Apertura 2015, onde terminaram em terceiro lugar.

### Club Nacional de Football
Em 1 de julho de 2016, foi contratado pelo Nacional, que pagou ao Cerro 600.000 dólares por 50% do seu passe. Recebeu o uniforme de número 9.
Estreou oficialmente com seu novo clube em 31 de agosto de, foi titular na primeira partida do campeonato nacional, enfrentando o Danubio Fútbol Club no estádio Jardines e perdendo de 2 a 1.
Em 2 de outubro, Hugo anotou seu primeiro gol pelo Nacional, na sexta partida do torneio, contra o Villa Española no Estádio Centenario; seu time ganhou de 1 a 0.
Em 9 de março de 2017 fez sua estreia em nível internacional, foi titular contra o Lanús na primeira partida da fase de grupos da Copa Libertadores; jogaram em La Fortaleza de Buenos Aires e aos 25 minutos Hugo fez o primeiro e único gol da partida.